# 牛頸川
牛頸川（うしくびがわ）は、福岡県大野城市および春日市を流れる二級河川。

## 地理
大野城市域南部の牛頸山に位置する牛頸ダムより北向きに発し、同市牛頸四丁目にて西方からの小流平野川（ひらのがわ）と合流、そのまま春日市域にさし掛かり北東向きに湾曲、鹿児島本線の線路と交わる地点にて再び大野城市域に入り、同市瓦田五丁目にあたる地点で東より流れる御笠川との合流によって終結に至る流れである。御笠川水系、延長6,400m。都市化して久しい中下流域から一転して上流域は豊富な自然に恵まれ、夏季に入ると蛍（ゲンジボタル）が飛び交うことから、見物の人々の涼む姿で賑わう場となっている。

## 名称の由来
牛頸という名の由来は大野城市内の地名からである。この地名は、貝原益軒編纂の『筑前国続風土記』によれば、平野神社（当河川の西岸に存在）付近（現在の牛頸地区）から見える西の山の形に由来するとされるが、縄文時代の地理状況に由来するとする説（当時付近には海岸線が存在した、ゆえに『入江』を表すアイヌ語の『ウシ』からというもの）、6世紀頃から8世紀頃にかけてのこの地の渡来人村の名に由来するという説（現在の朝鮮半島にあたる地域からの渡来人が故郷の関連名（牛頭）を村の名としてこれが転訛したというもの）、現在の牛頸とされている地区のどこかにかつて牛の首を切る場所（いわゆる屠殺を行う場）があったことに因むとする説もある。

## 周辺事物

### 橋梁
順は上流域から下流域へ。西岸と東岸とで街区を異にする場合があるため、所在は西岸の住所に統一している。
| 名称         | 所在                   | 備考                             |
| ------------ | ---------------------- | -------------------------------- |
| 牛頸蛍橋     | 大野城市大字牛頸       | 最も上流の橋。牛頸ダムの真下。   |
| 躑躅ヶ丘蛍橋 | 大野城市大字牛頸       | 読みはつつじがおかほたる。       |
| 新北田橋     | 大野城市大字牛頸       | 東に平野中学校がある。           |
| 平野橋       | 大野城市牛頸三丁目     | 平野神社の入口へと続く。         |
| 横峯公園橋   | 大野城市牛頸三丁目     | 東に平野小学校がある。           |
| 横峯橋       | 大野城市牛頸四丁目     | 付近に平野川との合流地点がある。 |
| 地蔵橋       | 大野城市若草三丁目     | 無し。                           |
| 花無尾橋     | 大野城市若草三丁目     | 読みはけなしお。                 |
| 倉石橋       | 大野城市横峰一丁目     | 無し。                           |
| 円入橋       | 春日市惣利二丁目       | 読みはえんにゅう。               |
| 石井出橋     | 春日市惣利一丁目       | 無し。                           |
| 枝政橋       | 春日市春日六丁目       | 読みはえだまさ。                 |
| 下ノ川橋     | 春日市春日六丁目       | 読みはしたのかわ。               |
| 新上居屋敷橋 | 春日市春日二丁目       | 県道31号線が通る。               |
| 中之橋       | 春日市春日二丁目       | 無し。                           |
| 御潮井橋     | 春日市春日二丁目       | 西に春日神社。読みはおしおい。   |
| 神園橋       | 春日市春日二丁目       | 読みはかみぞの。                 |
| 春日橋       | 春日市春日一丁目       | 西岸付近に地禄天神がある。       |
| 公園前橋     | 春日市大字春日公園     | 西岸に春日公園の入口がある。     |
| 前田橋       | 春日市大字春日公園     | 鹿児島本線の線路と平行。         |
| 天田橋       | 春日市春日原南町三丁目 | 読みはあまだ。                   |
| 国分田橋     | 大野城市瑞穂町四丁目   | 読みはこくぶでん。               |
| 瑞穂橋       | 大野城市瑞穂町二丁目   | 西鉄天神大牟田線の線路と平行。   |
| 曙橋         | 大野城市曙町一丁目     | 瑞穂橋の至近。                   |
| 木の下橋     | 大野城市曙町三丁目     | 東に瓦田地禄神社がある。         |
| なかよし橋   | 大野城市曙町三丁目     | 東に大野小学校がある。           |
| 瓦田橋       | 大野城市瓦田五丁目     | 読みはかわらだ。                 |
| 石ヶ町橋     | 大野城市瓦田五丁目     | 東岸に市瓦田浄水場がある。       |
| ふれあい橋   | 大野城市筒井五丁目     | 最も下流の橋。                   |

牛頸蛍橋と平野橋との間に数本の小橋梁があるが、それらの多くは小集落または私有地へのものであるため、いずれも固有の名称は持たない。

### 公園
川辺に所在する公園。順は上流域から下流域へ。
- 井出2号公園

大野城市大字牛頸。牛頸ダム地点の西岸に所在。
- 井出1号公園

大野城市大字牛頸。牛頸ダムの真下の西岸に所在。
- 衣振山さくら公園

大野城市牛頸三丁目。平野橋と牛頸ダムとの中間地点西岸に所在（ただし二車線の車道を挟む）。
- 横峯公園

大野城市横峰二丁目。横峯公園橋の東岸に所在。
- 円入公園

春日市惣利二丁目。倉石橋と円入橋との中間地点の西岸に所在。対岸に平田台変電所が置かれている。
- 位瀬公園

春日市平田台二丁目。石井出橋の東岸に所在。敷地内に多目的広場（グラウンド）も設けられている。
- 下の川公園

春日市春日三丁目。中之橋と御潮井橋との中間地点の東岸に所在。
- 元宮公園

春日市春日三丁目。神園橋の東岸に所在。春日市教育委員会の指定する『春日公園とお宮の道』中の史跡に含まれる『ミソ石』（地内西南角に存在）と『奈良松山』（地内南方の雑木林）がある。
- 瓦田なかよし公園

大野城市瓦田三丁目。木の下橋となかよし橋との中間地点の東岸に所在。市立大野小学校の西脇に位置し、枝垂桜（シダレザクラ）、染井吉野、山桜、藪椿、大紫躑躅（オオムラサキツツジ）、皐月躑躅、ビョウヤナギなど、多彩な季節の植物が見られる場となっている。
- 大文字公園

大野城市瓦田四丁目。石ヶ町橋地点の東岸、東から流れ込む御笠川との間に挟まれた三角形状の一画に位置する。至近に大野城市瓦田浄水場が置かれている。
このほかにもところどころに名も無き緑地公園などが大小幾つか存在している。

### 名所・旧跡
- 山の神

最上流域の東岸地点、牛頸ダムを周回する車道の東脇にある縁起不明の小さな祠。
- ホタルの里

最上流域の西岸地点、牛頸ダムの真下の井出1号公園横にある蛍の見物場。同地にて見られる蛍の説明板が設けられている。
- 平野神社（ひらのじんじゃ）

大野城市牛頸三丁目地点に架かる平野橋のわずか西に鎮座する神社。
- 薬師堂と薬師の杜

大野城市牛頸三丁目地点に架かる平野橋の東岸からほど近くにある、薬師如来を本尊とする小堂（薬師堂）とこれを囲む雑木（薬師の杜）。大野城市指定天然記念物。
- 桜公園

大野城市牛頸三丁目の一角に架かる平野橋と横峯公園橋との中間地点の東岸にある公園。かつて牛頸小学校が存在した場として、その旨を伝える碑が置かれている。上記薬師堂からわずかに北方、同市の運営によるコミュニティ施設たる南コミュニティセンターに隣接するところの、同市南ヶ丘五丁目にあたる場にある。
- 九郎天神（くろうてんじん）

春日市春日二丁目地点、御潮井橋の西のたもとにある、春日神社の末社たる小さな祠。
- 地禄天神（じろくてんじん）

春日市春日二丁目地点、春日橋の西岸付近の一角にあり、埴安命（はにやすのみこと）を祭神とする、春日神社の末社たる小神社。
- 春日公園

春日市域内、春日橋および公園前橋地点の西岸に存在。テニスコートや野球場、およびその他の球技場に体育館、また野外音楽堂などが地内に置かれた県営による広大な公園。8月には6000発の花火が上がる『春日あんどん祭り』の舞台となる。
- 瓦田地禄神社（かわらだじろくじんじゃ）

大野城市瓦田三丁目地点に鎮座する、埴安命と埴安姫命（はにやすひめのみこと）の二神を祭神とする神社。木の下橋地点の東岸に存在。

## 催物
毎年5月の下旬から6月にかけて、上流の牛頸ダム近辺の河畔にて、大野城市環境課による蛍の見物祭が催されている。